# 大坪机场
大坪机场是重庆唯一一座一座有计划但未能修建的机场，位于今重庆九龙坡区渝州宾馆。

## 历史
民国35年(1946年)4月28日，《陪都十年建设计划草案》草拟完成。在空运方面，提出“白市驿机场因距离市区边远，计划放弃。珊瑚坝和九龙坡机场均面积过小，不足以建飞机库、油库、修理场等附属设备，故另辟弹子石后面平原为永久性的航空站，此地离市中心仅四公里半，九龙坡与珊瑚坝则为航空站。”准备规划在歇台子建设新的军用和民用机场。
民国37年(1948年)，国民政府交通部民航局将修建重庆大坪歇台子机场计划书、图及征地范围图报呈交通部，“要求在编制民国38年(1949年)度本局事业费概算时列入计划”。民国38年(1949年)3月7日，大坪机场建筑工程筹备委员会正式成立。随后进行各项准备工作，包括工程计划及测量，工款预算，民工征集，居民搬迁、地物拆迁等。3月10日，由重庆绥靖公署副主任钱大钧主持召开建筑大坪机场会议。会议决定由重庆绥署组织大坪机场筹备建筑委员会负责筹备工作。大坪机场以民用为主。军用为辅。9月19日，西南军政长官公署长官张群报告：“大坪机场测绘工作及工程计划已完成。大坪机场建筑工程筹备委员会及各组即日起结束。”时隔不久，解放军进入重庆，大坪机场未予修建，1950年，民航西南管理分局在此机场计划范围内修建民航新村及第一民航学校。